# رودلف كريست
رودلف كريست (بالألمانية: Rudolf Christ)‏ هو مغني ومغني أوبرا نمساوي، ولد في 20 مارس 1916 في فيينا في النمسا، وتوفي بنفس المكان في 20 أبريل 1982.

## وصلات خارجية
- رودلف كريست على موقع ميوزك برينز (الإنجليزية)
- رودلف كريست على موقع ديسكوغز (الإنجليزية)